# Seminario de derecho europeo de Urbino
El seminario de derecho europeo de Urbino es un seminario de verano organizado todos los años desde 1959 por el Centro de Estudios Jurídicos Europeos de Urbino. Los cursos del seminario, que son dictados en francés, en italiano y en inglés, en el seno de la Facultad de derecho de la Universidad de Urbino, por profesores venidos de números países de Europa, tratan de cuestiones de actualidad en derecho europeo, de derecho internacional privado, de derecho comparado y derecho italiano. 
La asistencia al seminario da lugar al otorgamiento de un certificado, y la aprobación de los exámenes del seminario es sancionada, según los casos, por la colación de un diploma de Derecho comparado, de un diploma de estudios europeos, de un diploma de estudios especializados en Derecho europeo o de un diploma de estudios europeos especializados de la Facultad de derecho de la Universidad de Urbino.

## Historia
El seminario de derecho europeo de Urbino fue inaugurado el 24 de agosto de 1959 por Henri Batiffol, Phocion Francescakis, Alessandro Migliazza, Francesco Capotorti, Enrico Paleari y Germain Bruillard. Hasta 2004, el seminario ha tenido como mecenas Cino y Simone Del Duca. Desde 2009, los profesores-investigatores del Centro de Estudios Jurídicos Europeos de Urbino, reunidos en el Grupo Galileo, se benefician del financiamento del programa franco-italiano de cooperación científica Galileo.

## Cuerpo docente
En una gran proporción, los cursos del seminario, desde su creación, fueron dictados por profesores invitados por la Academia de Derecho Internacional de La Haya : Riccardo Monaco (La Haya 1949, 1960, 1968, 1977), Piero Ziccardi (1958, 1976), Henri Batiffol (1959, 1967, 1973), Yvon Loussouarn (1959, 1973), Mario Giuliano (1960, 1968, 1977), Phocion Francescakis (1964), Fritz Schwind (1966, 1984), Ignaz Seidl-Hohenveldern (1968, 1986), Edoardo Vitta (1969, 1979), Alessandro Migliazza (1972), René Rodière (1972), Georges Droz (1974, 1991, 1999), Pierre Gothot (1981), Erik Jayme (1982, 1995, 2000), Bernard Audit (1984, 2003), Michel Pélichet (1987), Pierre Bourel (1989), Pierre Mayer (1989, 2007), Tito Ballarino (1990), Hélène Gaudemet-Tallon (1991, 2005), Alegría Borrás (1994, 2005), Francesco Capotorti (1995), Bertrand Ancel (1995), Giorgio Sacerdoti (1997), José Carlos Fernández Rozas (2001), Horatia Muir Watt (2004), Andrea Bonomi (2007), Dário Moura Vicente (2008), Mathias Audit (2012), Christian Kohler (2012), Étienne Pataut (2013).